# Krikongin

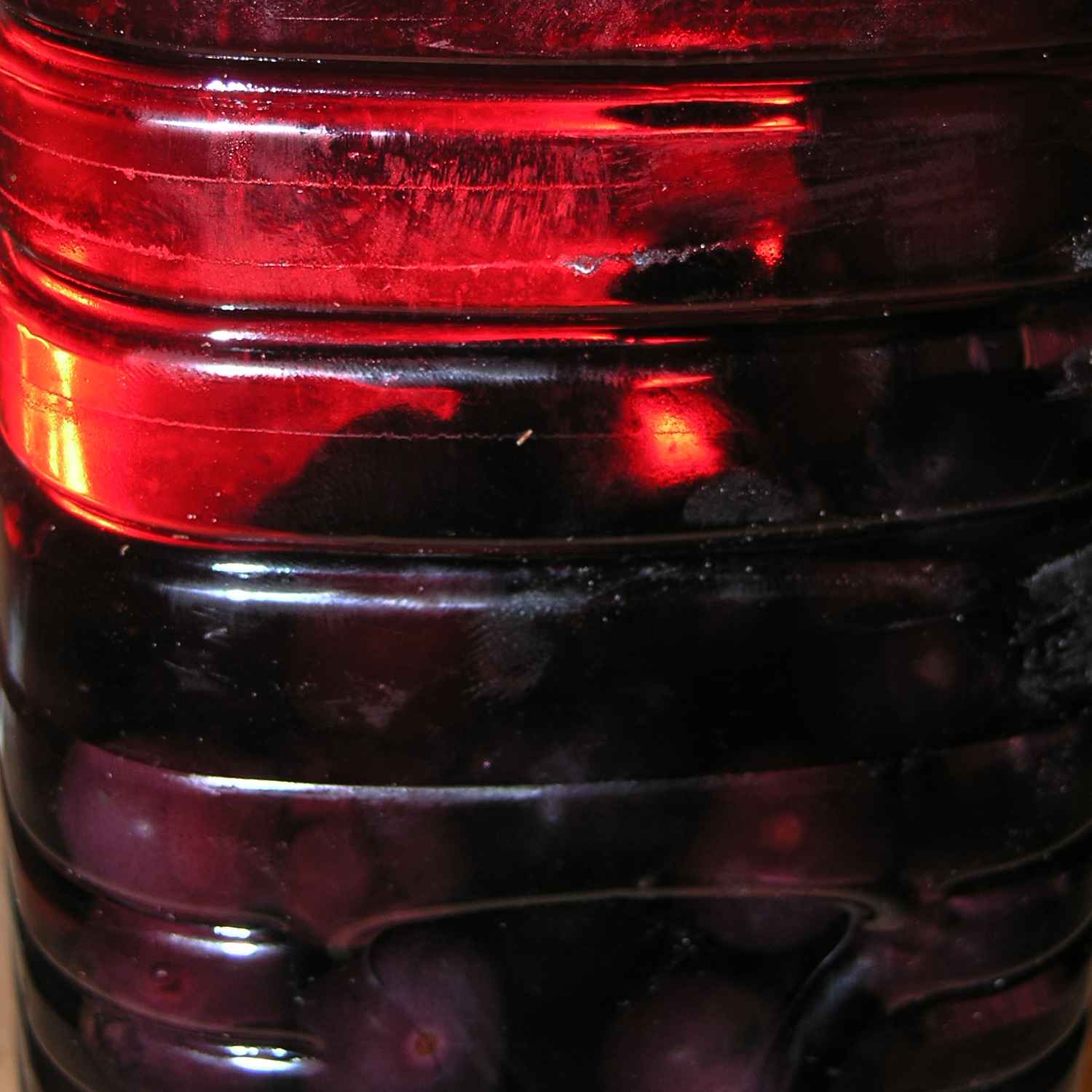
Hemgjord Krikongin

Krikongin är en likör, vanligtvis hemlagad, tillverkad av Krikon urlakade i socker och gin under åtta veckor eller mer. Ibland  används vodka i stället för gin.